# Sæbjørn Buttedahl
Nils Sæbjørn Buttedahl, född 10 november 1876 i Drammen, död 19 juli 1960 i San Diego, Kalifornien, USA, var en norsk skådespelare och skulptör.
Buttedahl scendebuterade 1896 och reste därefter på turné, bland annat till Helsingfors. Mellan 1907 och 1924 var han engagerad vid Centralteatret och verkade samtidigt som skulptör. Han debuterade som sådan på höstutställningen 1912 med en porträttbyst. Han fortsatte enbart med byster, nästan uteslutande av teaterfolk. År 1926 emigrerade han till USA och efter några år slog han sig ned i Kalifornien. Han verkade där som scenskådespelare och skulptör.
Vid sidan av teatern gjorde han tre mindre roller på film. Han debuterade 1926 i Simen Mustrøens besynderlige opplevelser och medverkade 1927 i Den glade enke i Trangvik och Fjeldeventyret.
Buttedahl var gift med den danska skådespelaren Clare Petrea Margrethe Benelli och far till skådespelaren och dansaren Ellen Sinding, gift med regissören Leif Sinding.

## Filmografi
- 1926 – Simen Mustrøens besynderlige opplevelser
- 1927 – Den glade enke i Trangvik
- 1927 – Fjeldeventyret